# Торрихос, Пабло
Па́бло Торри́хос Нава́рро (исп. Pablo Torrijos Navarro; род. 12 мая 1992, Кастельон-де-ла-Плана) — испанский легкоатлет, специализирующийся в тройном прыжке. Серебряный призёр чемпионата Европы в помещении 2015 года. Восьмикратный чемпион Испании. Участник летних Олимпийских игр 2016 года.

## Биография
Пришёл в лёгкую атлетику в 12 лет. В детстве совмещал выступления в тройном прыжке и прыжке в длину, позднее сконцентрировался на первой дисциплине. На протяжении своей карьеры представляет один клуб, Playas de Castellon, из родного города Кастельон-де-ла-Плана.
Выходил в финал юниорских и молодёжных чемпионатов Европы, но оставался без медалей, довольствуясь лишь местами в первой восьмёрке. В 2013 году впервые стал чемпионом страны, для чего хватило прыжка на 16,28 м.
Зимой 2015 года стал первым испанцем, кому покорился 17-метровый рубеж. Попытка на 17,03 м принесла ему очередное золото национального первенства и рекорд Испании. На чемпионате Европы в помещении Пабло добавил к этому результату ещё один сантиметр и стал серебряным призёром турнира.
В 2016 году не смог преодолеть квалификацию в тройном прыжке на Олимпийских играх в Рио-де-Жанейро, заняв общее 31-е место.
В финале чемпионата мира 2017 года занял 10-е место (16,60 м).
Изучал криминологию в Университете Хайме I в Кастельоне. Является болельщиком футбольного клуба Вильярреал.

## Основные результаты
| Год  | Турнир                                      | Место проведения         | Дисциплина     | Место        | Результат |
| ---- | ------------------------------------------- | ------------------------ | -------------- | ------------ | --------- |
| 2009 | Чемпионат мира среди юношей                 | Брессаноне, Италия       | прыжок в длину | 33-е (квал.) | 6,79 м    |
| 2009 | Чемпионат мира среди юношей                 | Брессаноне, Италия       | тройной прыжок | 14-е (квал.) | 14,73 м   |
| 2009 | Европейский юношеский олимпийский фестиваль | Тампере, Финляндия       | прыжок в длину | 16-е (квал.) | 6,77 м    |
| 2011 | Чемпионат Европы среди юниоров              | Таллин, Эстония          | тройной прыжок | 6-е          | 15,71 м   |
| 2013 | Чемпионат Европы среди молодёжи             | Тампере, Финляндия       | тройной прыжок | 8-е          | 16,06 м   |
| 2014 | Командный чемпионат Европы                  | Брауншвейг, Германия     | тройной прыжок | 6-е          | 16,16 м   |
| 2014 | Чемпионат Европы                            | Цюрих, Швейцария         | тройной прыжок | 8-е          | 16,56 м   |
| 2015 | Чемпионат Европы в помещении                | Прага, Чехия             | тройной прыжок | 2-е          | 17,04 м   |
| 2015 | Чемпионат мира                              | Пекин, Китай             | тройной прыжок | 20-е (квал.) | 16,32 м   |
| 2016 | Чемпионат мира в помещении                  | Портленд, США            | тройной прыжок | 7-е          | 16,67 м   |
| 2016 | Чемпионат Европы                            | Амстердам, Нидерланды    | тройной прыжок | 8-е          | 16,34 м   |
| 2016 | Олимпийские игры                            | Рио-де-Жанейро, Бразилия | тройной прыжок | 31-е (квал.) | 16,11 м   |
| 2017 | Чемпионат Европы в помещении                | Белград, Сербия          | тройной прыжок | 9-е          | 16,73 м   |
| 2017 | Командный чемпионат Европы                  | Лилль, Франция           | тройной прыжок | 3-е          | 16,71 м   |
| 2017 | Чемпионат мира                              | Лондон, Великобритания   | тройной прыжок | 10-е         | 16,60 м   |